# Sergi López Segú
Pour les articles homonymes, voir Sergi López (homonymie), López et Segú.
Sergi López Segú, né le 6 octobre 1967 à Granollers (province de Barcelone, Espagne) et mort le 4 novembre 2006 dans la même ville, est un footballeur espagnol qui jouait au poste de milieu de terrain.

## Biographie
Issu d'une famille très liée au football, Sergi López est le frère aîné de Gerard López qui a aussi joué au FC Barcelone.
Les blessures jouent un rôle néfaste dans la carrière de Sergi López puisqu'il est opéré cinq fois aux genoux avant d'avoir 21 ans.
Il commence à jouer avec Granollers avant d'être repéré par le FC Barcelone qui l'intègre à La Masia, le centre de formation du club.
À partir de 1987, Sergi López joue 19 matchs avec l'équipe première du FC Barcelone et il fait partie de l'équipe qui remporte le championnat d'Espagne en 1991 sous la houlette de l'entraîneur Johan Cruijff. Avec le Barça, Sergi López remporte aussi la Coupe des vainqueurs de coupe en 1989 et la Coupe d'Espagne en 1988 et 1990.
En 1991, il est recruté par le RCD Majorque, puis l'année suivante par le Real Saragosse avec qui il remporte la Coupe des vainqueurs de coupe en 1995.
Sergi López joue un total de 71 matchs en première division.
Il met un terme à sa carrière en 1995.
Sergi López meurt le 4 novembre 2006, après s'être jeté sous un train à la gare de Granollers. Selon les médias, touché par des problèmes personnels et souffrant d'une grave dépression, il se serait suicidé,,,.

## Palmarès
Avec le FC Barcelone :
- Champion d'Espagne en 1991
- Vainqueur de la Coupe d'Espagne en 1988 et 1990
- Vainqueur de la Coupe d'Europe des vainqueurs de coupe en 1989

Avec le Real Saragosse :
- Vainqueur de la Coupe d'Europe des vainqueurs de coupe en 1995
- Vainqueur de la Coupe d'Espagne en 1994